# Latouille-Lentillac
Latouille-Lentillac ist eine französische Gemeinde mit 246 Einwohnern (Stand: 1. Januar 2022) im Département Lot in der Region Okzitanien. Sie gehört zum Kanton Saint-Céré und zum Arrondissement Figeac. 

## Lage
Nachbargemeinden sind Frayssinhes im Nordwesten, Sousceyrac-en-Quercy im Nordosten, Gorses im Südosten, Ladirat im Süden und Saint-Paul-de-Vern im Westen. Hier nimmt der Tolerme seinen Nebenfluss Cayla auf und mündet kurz danach in die Bave.

## Weblinks

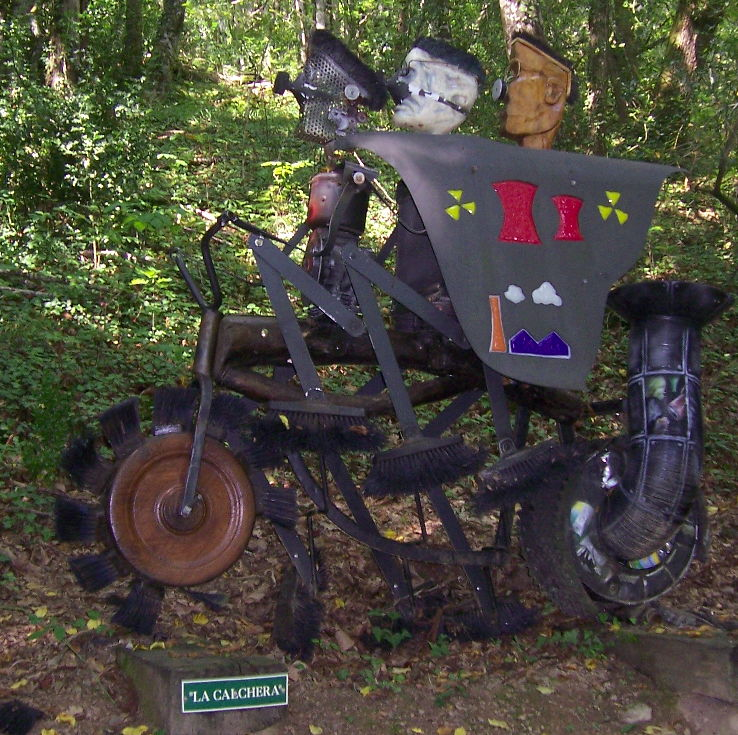
Installation italienischer Künstler am „chemin Art-Nature“ bei Latouille-Lentillac

## Bevölkerungsentwicklung
| Jahr      | 1962 | 1968 | 1975 | 1982 | 1990 | 1999 | 2006 | 2018 |
| --------- | ---- | ---- | ---- | ---- | ---- | ---- | ---- | ---- |
| Einwohner | 244  | 220  | 190  | 205  | 205  | 215  | 232  | 223  |